# Salix coesia
Salix coesia là một loài thực vật có hoa trong họ Liễu. Loài này được Vill. miêu tả khoa học đầu tiên.